# Восстание в Константинополе (1042)
Восстание в Константинополе — крупный мятеж против императора Михаила V в апреле 1042 года. В результате восстания погибло около 3 тысяч человек, Михаил V свергнут и ослеплён вместе с дядей нобилиссимом Константином. Восстание было вызвано ссылкой Зои в монастырь Михаилом V, что не устраивало все слои населения Константинополя, и заставило их объединиться чтобы противостоять Михаилу V.

## Предыстория
После смерти Михаила IV Пафлагона в 1041 году братья Иоанн и Константин уговорили Зою провозгласить императором усыновлённого ею Михаила V Калафата. Первое время Михаил оказывал почести своей приёмной матери и под её влиянием, сослал двух дядей одного в Опсикию, а другого в Пафлагонию. Также под влиянием другого дяди Константина он отстранил в монастырь а затем сослал на Лесбос Иоанна Орфанотрофа. Михаил назначил нобилиссимом (вторым человеком в государстве) своего дядю Константина, и решил отстранить свою приёмную мать от себя постриженную в монахини и отправленную на остров Принкипос, ближайший к Константинополю из Принцевых островов в Мраморном море.

## Период восстания
19 апреля в городе началось восстание. Знать и плебс были возмущены ссылкой Зои её приёмным сыном. Вернувшийся из ссылки, патриарх Алексий Студит провозгласил в Софийском соборе императрицей младшую сестру Зои — Феодору, жившую в монастыре. Она укрылась в церкви и была глухой ко всем уговорам, но граждане силой вытащили её из церкви. Граждане начали жечь дома родственников Михаила V. Вскоре горожане пошли на штурм дворца. Испугавшись схватки, император приказал вернуть во дворец Зою, которую он заставил выступить перед восставшими, но её речь не повлияла на бунтарей.
Михаил Калафат с дядей нобилиссимом Константином бежал на корабле в Студийский монастырь, расположенный в юго-западной части Константинополя. Восставшие окружили здание, а слуги новой власти прибыли арестовать беглецов. Среди преследователей был Михаил Пселл, секретарь императорского дворца, будущий историк, написавший «Хронограф».
Калафаты укрылись за алтарём церкви, а на предложения сдаться под гарантии безопасности ответили отказом. Разъярённая толпа силой вытащила бывшего императора и евнуха Константина, и потащила по улице на расправу. Вскоре прибыл посыльный от провозглашенной императрицы Феодоры с приказом ослепить Михаила и Константина. Услышав приговор, Константин вёл себя мужественно, лёг на землю и просил не связывать его. Палач вырвал у него глаза и настала очередь Михаила Калафата. Тот начал плакать и умолять о пощаде, палач связал его и вырвал глаза. После этого толпа потеряла к бывшему императору интерес и разошлась, за 3 дня восстания погибло около 3000 человек.

## Итоги
Михаил V Калафат вместе с дядей Константином были ослеплены, и 24 августа 1042 года Михаил умер в монастыре. Собравшийся синклит решил провозгласить императрицами сестёр Зою и Феодору, ими же началось смещение ставленников Михаила V. Тем самым мечта Иоанна Орфанотрофа сохранить власть в руках семьи обреклось на неудачу, и уже в 1043 году он был ослеплён и вскоре убит.